# 1 segreto x 2
1 segreto x 2 (僕と彼女の×××?, Boku to kanojo no ×××, lett. "Il mio e il suo ×××") è un manga scritto e disegnato da Ai Morinaga, serializzato in un primo momento sulla rivista Stencil della Enix e successivamente prima sul Monthly Comic Blade di Mag Garden e poi sul Comic Blade Avarus, sempre della stessa casa editrice. In Italia i diritti sono stati acquistati dalla Star Comics, che ha pubblicato la serie nella sua collana Neverland dal 4 febbraio 2008 al 22 novembre 2012.
Nel 2005 in Giappone è stato prodotto anche un live action in formato dorama basato sulla serie, intitolato Boku to kanojo no XXX, con Mai Takahashi e Shun Shioya come attori protagonisti.

## Trama
La storia parla di uno studente liceale, Akira Uehara, riservato e sensibile di natura. Nonostante ciò, è innamorato della persona più violenta della scuola, Nanako Momoi, una ragazza fragile e carina fino a quando non apre la bocca.
Un giorno Momoi si assenta da scuola per un motivo sconosciuto, e Uehara si offre di portarle a casa i compiti di scuola. Una volta arrivato a casa, la trova aperta ed apparentemente vuota. Decide quindi di entrare e, trovato un passaggio segreto, arriva nel laboratorio dello scienziato pazzo, nonno di Momoi, che usa sua nipote come cavia per la sua nuova invenzione.
Mentre sta per salvarla la situazione si rovescia, in quanto il nonno di Momoi preme "accidentalmente" la leva che attiva il macchinario nella stanza col risultato che Momoi e Uehara si ritrovano con i corpi scambiati. Poiché in realtà le personalità dei due si adattano perfettamente ai nuovi corpi, dopo un iniziale rodaggio i due, nell'attesa che il nonno riesca a riparare la macchina, iniziano a frequentare i loro migliori amici di un tempo costruendo due relazioni romantiche. 
Poco alla volta però lo scambio di personalità inizia a essere scoperto, quasi subito da Sembonji, poi dai genitori di Nanako, infine perfino dall'ingenua Shiina. 
L'autrice tiene aperte tutte le possibilità e la vicenda si risolve nelle ultime tre pagine dell'ultimo numero. 

## Personaggi
Akira Uehara (上原あきら?, Uehara Akira)
Il protagonista della storia. È innamorato di Nanako Momoi, la ragazza più violenta della scuola. Quando va a casa di quest'ultima per portarle i compiti a casa da fare, la trova attaccata ad un muro poiché suo nonno la sta usando come cavia in un tentativo di rimpicciolimento. Akira prova a salvarla, ma sfortunatamente la macchina entra in azione e i due ragazzi si ritrovano con i corpi scambiati.
Momoi lo obbliga a non fare nulla di strano al suo corpo "puro", altrimenti giura che userà quello del ragazzo per fare il giro della scuola nudo in scarpe da ginnastica. Uehara vuole tornare nel suo corpo ad ogni costo, ma è impossibilitato da Momoi, che invece si trova a suo agio in un corpo maschile, che distrugge persino una seconda macchina creata dal nonno. Durante la sua permanenza a casa di Momoi, Akira è costretto a cucinare, mettere in ordine e ad occuparsi del nonno, che oltretutto continua a spendere quei soldi che dovrebbero servire per comprare i pezzi di ricambio di "Scambierello" in oggetti del tutto inutili, come un hula hoop.
Come se non bastasse, Akira è assalito dal suo migliore amico, Senbonji, che sembra essersi innamorato di lui.
Nanako Momoi (桃井菜々子?, Momoi Nanako)
Nanako Momoi è una ragazza molto carina, ma dispotica e aggressiva. Non mostra il benché minimo segno di femminilità ed adora la boxe e il karate. Da notare anche quanto infantile sia il suo carattere (durante una gita scolastica ride a crepapelle di fronte alle statuette nude dei kappa, mostriciattoli acquatici del folklore giapponese).
Dopo lo scambio di corpi con Uehara, con il suo carattere fortemente mascolino riesce a rendere il ragazzo molto popolare. Ha obbligato Uehara a non toccare il suo corpo "puro" in nessuna maniera ma, nonostante ciò, è proprio lei a fare di tutto con quello del compagno (ha avuto persino una relazione con una donna).
Diversamente da Uehara, Momoi ama essere nel corpo di un ragazzo e non ha alcuna intenzione di tornare indietro, in particolare da quando si è fidanzata con Shiina, che precedentemente era la sua migliore amica.
Shinnosuke Sembonji
È il migliore amico di Akira ed è il primo a scoprire del suo scambio di personalità con Momoi. Prima di venire a conoscenza di ciò, si innamora di Akira (nel corpo di Momoi) e cerca di conquistarlo con ogni mezzo. Quando scopre la verità, non appare particolarmente turbato dalla situazione, e sostiene che, per quanto gli riguardi, a lui andrebbe bene anche che Uehara rimanga in questo stato. Tuttavia rimane accanto al suo amico nei momenti di maggior sconforto e gli regala anche una collana per il suo compleanno e poi un anello.
Makoto Shiina
È la migliore amica di Momoi, e in seguito ne diverrà anche la fidanzata (sebbene Shiina non sia al corrente dell'attuale scambio di personalità della compagna). È dolce e graziosa, tanto che spesso persino Uehara - che non riesce a rinunciare a Momoi in nessun modo - talvolta si sente turbato dalla sua presenza. Shiina spesso appare ingenua, ma è sempre pronta ad aiutare Akira - che lei crede Momoi - quando questi si trova in difficoltà. Si innamora di Momoi - che lei crede Akira - pochi giorni dopo lo scambio.
Manzo Momoi
Il nonno di Momoi, è un vecchietto piccolo e grassottello che sostiene di essere uno scienziato. Non ha senso di responsabilità e si preoccupa relativamente delle condizioni dei due ragazzi (del resto Momoi non è proprio il genere di compagnia che si possa desiderare!). È "innamorato" di Shiina e pur di starle accanto lavorerebbe per riparare la macchina anche giorno e notte. La famosa macchina, inoltre, viene chiamata da lui "Scambierello".
Kappei Shiina
È il fratello maggiore di Makoto, iperprotettivo e pressante. Diventa professore nella scuola della sorellina e tiene alla larga da lei ogni ragazzo che le si avvicini, anche se con buone intenzioni. Avendo conosciuto in passato la terribile Momoi, nonostante adesso questa sia nel corpo di Uehara, continua a comportarsi male con la ragazzina e a maltrattarla, soprattutto quando si rende conto che questa è molto più gentile e benevola di prima. Sembra inoltre che se ne sia innamorato, ma continua a non capire cosa gli succeda intorno.

## Manga
| Nº    | Titolo italiano Giapponese 「Kanji」 - Rōmaji                                                                                         | Data di prima pubblicazione              | Data di prima pubblicazione             |
| Nº    | Titolo italiano Giapponese 「Kanji」 - Rōmaji                                                                                         | Giapponese                               | Italiano                                |
| 1     | Una sconosciuta catch copy 「キャッチコピー不明」 - Chacchi copī fumei                                                                | 10 dicembre 2002 ISBN 978-4-901926-24-9  | 4 febbraio 2008                         |
| 1     | Capitoli - Capitoli 1-9 |                                          |                                         |
| 2     | Quella è amicizia? Oppure è amore? 「それは友情？それとも愛情？」 - Sore wa Yūjō? Soretomo aijō?                                      | 10 giugno 2004 ISBN 978-4-861270-46-8    | 3 aprile 2008                           |
| 2     | Capitoli - Capitoli 10-18 |                                          |                                         |
| 3     | Ancora, non poter tornare di nuovo dagli stessi amici 「もう、ただの親友同士には戻れない」 - Mō, tada no shinyū dōshi ni wa modorenai | 10 settembre 2005 ISBN 978-4-861271-93-9 | 3 giugno 2008                           |
| 3     | Capitoli - Capitoli 19-26 |                                          |                                         |
| 4     | Una barriera invalicabile... superata 「越えてはいけない境界線……踏み越えました。」 - Koete ha ikenai kyōkaisen... fumikoemashita      | 10 settembre 2007 ISBN 978-4-861271-93-9 | 4 agosto 2008                           |
| 4     | Capitoli - Capitoli 27-33 |                                          |                                         |
| 5     | 「–」 | 28 marzo 2008 ISBN 978-4-861274-88-6     | 2 ottobre 2008                          |
| 5     | Capitoli - Capitoli 34-41 |                                          |                                         |
| 6     | 「–」 | 10 marzo 2009 ISBN 978-4-861276-07-1     | 13 dicembre 2009                        |
| 6     | Capitoli - Capitoli 42-47 |                                          |                                         |
| 7     | 「–」 | 10 marzo 2010 ISBN 978-4-861277-18-4     | 27 ottobre 2012 ISBN 978-88-6420-335-5  |
| 7     | Capitoli - Capitoli 48-54 |                                          |                                         |
| 8     | 「–」 | 15 ottobre 2011 ISBN 978-4-861277-18-4   | 22 novembre 2012 ISBN 978-88-6420-373-7 |
| 8     | Capitoli - Capitoli 55-62 |                                          |                                         |
| extra | 「–」 | 14 maggio 2013 ISBN 978-4-800001-57-3    | —                                       |
| extra | Capitoli - Capitoli 1-7 |                                          |                                         |